# Flash Gordon (strip)
Flash Gordon is een sciencefictionstripserie bedacht door Alex Raymond, met in de hoofdrol het gelijknamige personage. De strip verscheen voor het eerst op 7 januari 1935, en werd gemaakt om te concurreren met Buck Rogers.
In 1995 was de strip een van de 20 klassieke strips waarvan in de Verenigde Staten een postzegel werd uitgegeven.
Flash Gordon was destijds en is vandaag de dag nog steeds een succesvolle stripserie. Het fenomeen breidde zich ook uit naar verschillende films en televisieseries.

## Verhaal
De strip volgt de avonturen van Flash Gordon en zijn genootschap bestaande uit Dr. Hans Zarkov en Dale Arden. Het verhaal begint als dr. Zarkov een ruimteschip uitvindt waarin de drie een reis maken naar de planeet Mongo. Hier komen ze echter vast te zitten. Mongo wordt bewoond door een aantal verschillende culturen, waarvan sommige technologisch zeer geavanceerd, die een voor een veroverd zijn door de tiran Ming the Merciless.
Elke regio van Mongo is analoog aan regio’s op Aarde. Zo zijn er:
- Arborai: een bosregio geregeerd door Barin.
- Grigia: een bevroren poolregio.
- Tropica: een tropische regio.
- Een onderzees koninkrijk
- Een vliegende stad geregeerd door Prins Vultan.

Er zijn veel intelligente levensvormen op Mongo, waaronder de leeuwmensen en haaimensen.
De drie reizigers raken kort na hun aankomst bevriend met Prins Barin, de rechtmatige opvolger van de troon die Ming heeft veroverd. De drie voegen zich bij Barins strijd om Ming te stoppen.

## Stripbibliografie
- zondag, Alex Raymond, 1934 - 1943
- dagelijks, Austin Briggs, 1940 - 1944
- zondag, Austin Briggs, 1944 - 1948
- zondag, Mac Raboy, 1948 - 1967
- dagelijks, Dan Barry, 1951 - 1990
- dagelijks, Harry Harrison, schrijver, 1958 - 1964
- zondag, Dan Barry, 1967 - 1990
- zondag en dagelijks, Ralph Reese en Bruce Jones, Gray Morrow, 1990 - 1991
- zondag en dagelijks, Thomas Warkentin, 1991 - 1992
- zondag, Richard Bruning, Kevin VanHook, Thomas Warkentin, 1992 - 1996
- zondag, Jim Keefe, 01/1996 - 03/2003

## Stripboeken
Over de jaren hebben verschillende uitgevers Flash Gordon strips uitgebracht, gebaseerd op de klassieke strips.
- David McKay Publications King Comics #60-120, 132, 148 (1941-48)
- Dell Comics Four Color Comics #10, 84, 173, 190, 204, 247, 424, 512; Flash Gordon #2 (1945-53)
- Harvey Comics #1-5 (1950)
- Gold Key Comics #1 (1965)
- King Comics #1-11 (1966-67)
- Charlton Comics #12-18 (1969-70)
- Gold Key Comics #19-27 (1978-79)
- Whitman #28-37 (1980)

In 1988 produceerde DC Comics een gemoderniseerde versie van de strip. De strip zette Flash neer als een voormalig basketbalspeler die op Mongo een nieuwe zin van het leven ontdekt.
De serie liep de geplande negen delen en had een open einde, waarschijnlijk omdat DC hoopte de serie voort te kunnen zetten. Dit ging echter niet door.
In 1995 deed Marvel Comics een tweedelige serie over Flash Gordon, getekend door Al Williamson.

## Bewerkingen

### Films
- Flash Gordon verscheen in drie filmseries met Buster Crabbe in de hoofdrol: Flash Gordon Serial (1936), Flash Gordon's Trip to Mars (1938), en Flash Gordon: Conquers the Universe (1940).
- De Flash Gordon-filmserie uit 1936 werd eveneens omgezet tot de eerste Flash Gordon-film (1936).
- In 1980 verscheen de tweede Flash Gordon-film, met in de hoofdrol Sam J. Jones. De film staat bekend om zijn campuitstraling en kreeg derhalve een cultstatus.
- Een semi-pornografische parodie getiteld Flesh Gordon verscheen in 1974, gevolgd door Flesh Gordon Meets the Cosmic Cheerleaders in 1989.
- In 2004 kocht Stephen Sommers, regisseur van Van Helsing en The Mummy, de filmrechten voor Flash Gordon.

### Televisie
- Een Flash Gordon televisieserie met in de hoofdrol Steve Holland verscheen in 1954 en 1955. De serie bevatte 39 afleveringen en is, tot dusver, de enige live-actiontelevisieserie gebaseerd op de strips.
- In 1979 verscheen de animatieserie The New Adventures of Flash Gordon.
- Flash Gordon verscheen in de animatieserie Defenders of the Earth uit 1986. In deze serie werkt hij samen met The Phantom en Mandrake the Magician. De serie liep 65 afleveringen.
- Een nieuwe Flash Gordon animatieserie verscheen in 1996.
- In 2007 kwam een reboot van de show die duurde tot 2008.

### Radio
In 1935 werd de strip omgezet tot The Amazing Interplanetary Adventures of Flash Gordon, een 26 delen tellende radioserie die de strip zeer nauwkeurig volgde, behalve de laatste twee afleveringen.
Een tweede serie getiteld The Further Interplanetary Adventures of Flash Gordon, verscheen in 1936.

### Romans
De eerste roman gebaseerd op de strip, Flash Gordon in the Caverns of Mongo werd gepubliceerd in 1936 door Grosset & Dunlap. De auteur was Alex Raymond. Net als het tijdschrift uit datzelfde jaar zou de roman het begin moeten zijn van een serie, maar ook deze serie ging niet door.
In 1973 lanceerde Avon books een zesdelige romanserie over Flash Gordon gericht op volwassenen: The Lion Men of Mongo, The Plague of Sound, The Space Circus, The Time Trap of Ming XIII, The Witch Queen of Mongo en The War of the Cybernauts.
In 1980 produceerde Tempo Books een serie: Massacre in the 22nd Century, War of the Citadels, Crisis on Citadel II, Forces from the Federation, Citadels under Attack en Citadels on Earth.

## Flash Gordon Strange Adventure Magazine
In 1936 verscheen het eerste en enige deel van een gepland tijdschrift getiteld Flash Gordon Strange Adventure Magazine. Het verhaal in dit tijdschrift was The Masters of Mars en geschreven door de anders onbekende James Edison Northford. Het verhaal was min of meer gebaseerd op de strips, en bevatte illustraties van Alex Raymonds werk. Op de achterkant van het tijdschrift werd het volgende deel The Sun Men of Saturn aangekondigd, maar deze is nooit verschenen. Het enige nummer van dit tijdschrift is tegenwoordig een gewild item voor pulp tijdschrift verzamelaars.

## Inspiraties
In zijn jeugd was George Lucas een fan van de Flash Gordon-serie en hij liep ooit met het idee rond om er een film over te maken. Dino De Laurentiis, die op dat moment de filmrechten bezat, was niet geïnteresseerd in Lucas’ idee. Lucas begon daarna te werken aan zijn Star Wars-serie, waarbij hij zich onder meer liet inspireren door de Flash Gordon-strips en -filmserie. Flash Gordon en Dale Arden vormden de inspiratie voor de personages Luke Skywalker en Prinses Leia.